# ريدلفية
رِيدُلْفِيَة حصاديَّة أو شبنت هو عشب حولي في منطقة البحر الأبيض المتوسط. ارتفاعها 40 إلى 100 سنتيمتر (16 إلى 39 بوصة) . الجذع منتصب ومخطط ومتفرّع. تُقسم وريقاتٌ خيطية الشكل الأوراق المجردة بدقة عدة مرات، وكثيراً ما تقُلّ الأوراق العليا وتضخم قاعدة السويقة. الزهور صفراء مرتبة في أمبلات صغيرة بأشعة شبه موحدة (10-60).